# 세익여객
세익여객자동차(世益旅客自動車)는 부산광역시 기장군 기장읍 기장대로 313에 본사를 둔 버스 운송 업체이다.

## 역사 및 현황
1972년 5월 1일 설립하였고, 2003년에 한일여객(韓一旅客)을 인수 합병하여 지금에 이르고 있다. 현재의 본사의 183번은 (구) 한일여객의 소속이었다.

## 차고지
- 부산광역시 기장군 기장읍 기장대로 313 (동부산 공영차고지(본사): 183번, 200번 시종착 및 관리)
- 부산광역시 해운대구 구남로21번길 30 (중동) (해운대영업소: 31번 시종착 및 관리)

## 운행 노선

### 시내버스
- ● 31번 : 송정 ↔ 센텀역 ↔ 안락역 ↔ 동래역 ↔ 거제역 ↔ 서면 ↔ 주례역 ↔ 서부터미널 ↔ 모라주공(이 노선은 일광여객과 공동배차한다)
- ● 183번 : 청강리공영차고지 ↔ 기장중학교 ↔ 교리초등학교 ↔ 반송 ↔ 반여농산물시장역 ↔ 금사전화국 ↔ 서동고개 ↔ 온천장 ↔ 부산대학교정문
- ● 183번(심야) : 청강리공영차고지 ↔ 기장중학교 ↔ 교리초등학교 ↔ 반송 ↔ 반여농산물시장역 ↔ 동래고등학교 ↔ 동래역 ↔ 온천장 ↔ 부산대학교정문
- ● 200번 : 청강리공영차고지 ↔ 힐스테이트위브 ↔ 해운대역 ↔ 동래역 ↔ 신만덕 ↔ 덕천주공 ↔ 구포역 ↔ 북구청

## 운용 차종
전 차량이 현대자동차의 버스 차종으로 운용한다. (뉴 슈퍼 에어로시티, 저상 뉴 슈퍼 에어로시티, 일렉시티)